# Onomatopée
 (janvier 2015).
Si vous disposez d'ouvrages ou d'articles de référence ou si vous connaissez des sites web de qualité traitant du thème abordé ici, merci de compléter l'article en donnant les références utiles à sa vérifiabilité et en les liant à la section « Notes et références ».
« Ouille » redirige ici. Pour les autres significations, voir Ouille (homonymie).
L'onomatopée (mot féminin issu du grec ancien ὀνοματοποιΐα, [ὀνομα(το) (mot) et  poiía (fabrication, soit « création de mots ») est un mot écrit utilisé pour transcrire un son non articulé.

Par exemple, les expressions « cui-cui » et « piou-piou » sont les interjections désignant le cri de l'oisillon, « crac » l'onomatopée évoquant le bruit d'une branche que l'on rompt ou d'un arbre qui tombe au sol, « plaf » et « plouf » correspondent au bruit d'un plongeon, "paf" correspond au bruit d'un claquement (sur une joue par exemple), etc.

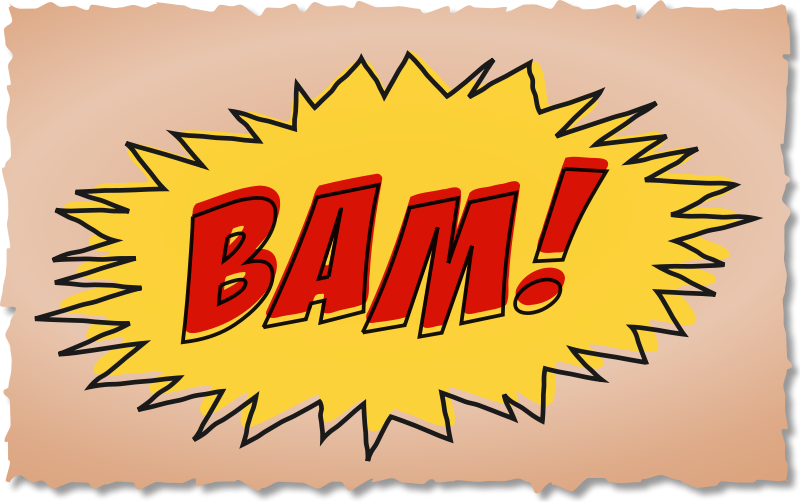
Exemple d'onomatopée

Les onomatopées et interjections, que certains pensent proches de l'extraction naturelle du langage, posent un sérieux problème de taxinomie linguistique : bien qu'un certain nombre d'onomatopées soient admises dans les dictionnaires, en fonction des pays, un grand nombre d'entre elles restent contextuelles, épisodiques, ou tributaires d'un certain humour de connivence. Certaines formes, considérées à tort comme des onomatopées, sont en réalité des idéophones, où une idée s'exprime par un son. Ainsi, « bling bling », qui ne reproduit pas le son des chaînes en or des chanteurs de hip hop ou des rappeurs (elles ne font pas de bruit)[réf. nécessaire], mais exprime l'idée du clinquant.
Les études linguistiques ont toutefois renouvelé leur intérêt pour l'étude des onomatopées, notamment à cause de leur valeur phonologique : l'émission d'une onomatopée est déterminée par la configuration du système phonétique et de son utilisation en fonction des régions. Les onomatopées auraient été, avec le langage gestuel, une des premières manifestations des potentialités de communication linguistique de l'homme.
Au Japon, il existe un nombre incalculable d'onomatopées qui, comme en anglais, ont aussi bien des fonctions verbales que nominales.
Certains auteurs de bandes dessinées ont donné un relief nouveau au concept de l'onomatopée. Par exemple, Franquin a travaillé l'amélioration de la transcription sonore par des fantaisies typographiques expressives. Carali et Édika ont mis en place des onomatopées imaginaires, plus éloignées du bruit à reproduire mais chargées d'un comique en accord avec la bande (« balouza, kwika, woga chtonga, azlok » : poing dans la figure). Charlie Schlingo a parfois utilisé des onomatopées reprenant littéralement l'action : le bruit que fait l'action de couper du jambon est tout simplement « coupdujambon ». Cette technique se retrouve également dans la bande dessinée Léonard, où le bruit provoqué quand on donne un coup sur un contenant vide est : « vide ». Le dessinateur américain Don Martin s'était également spécialisé dans les onomatopées incongrues, qui constituaient parfois les seuls « mots » de ses histoires.

## Lexicalisation
Alors que les théories de l'onomatopée affirmant à la suite de Leibniz que les onomatopées sont à l'origine du langage ont été réfutées depuis par Max Müller, Otto Jespersen ou Chomsky, l'onomatopée, comme son étymologie l'indique, reste un moyen de formation de mots important dans les différentes langues : de nombreux mots des lexiques des différents idiomes sont des dérivés d'onomatopées.
Si le français utilise les onomatopées essentiellement comme phononymes, d'autres langues, comme le japonais, utilisent des images sonores comme phénonymes (mots mimétiques représentant des phénomènes non verbaux : ex. ジロジロ(と)[見る], jirojiro (to) [miru], signifiant regarder intensément) ou comme psychonymes (mots mimétiques représentant des états psychiques) : ex. グズグズ[する], guzu guzu [suru], signifiant être prostré, littéralement faire gouzou gouzou). Les onomatopées sont néanmoins considérées comme des mots à part entière par la plupart des académies linguistiques.

## Des origines multiples

### Monde occidental: la bande dessinée comme vecteur

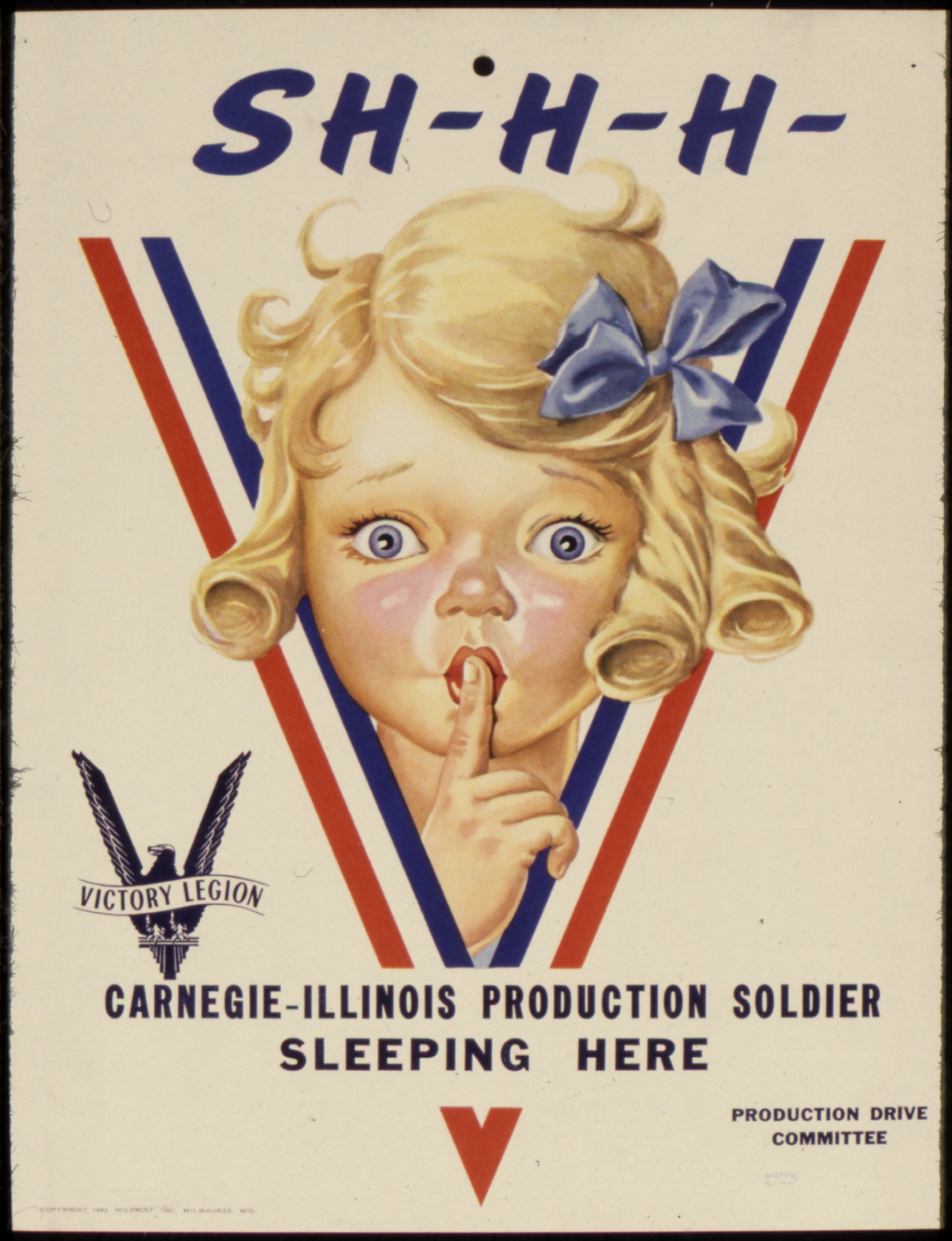
« Chut (Sh-h-h en anglais) ... un soldat de la production de l'Illinois se repose ici ».
Poster de propagande de la Seconde Guerre mondiale pour le Victory Program. Source : NARA.

La bande dessinée fait un usage fréquent d'onomatopées pour illustrer les actions sonores non parlées. C'est en particulier fréquent dans les comic strips, auxquels Serge Gainsbourg rend hommage en 1968 en chantant Comic Strip, que Brigitte Bardot ponctue d'onomatopées.

#### Sploing sploing

##### Historique
Dès 1905 dans des épisodes de Bécassine, la graphie sploing, parfois écrite splouing ou sploug, apparaît, notamment lors de l’ouverture d’un parapluie ou de la détente mortelle pour une souris d’une tapette. On pense que l’influence sur André Franquin de ses lectures de jeunesse permet de faire le lien historique.

#### Le champ moderne dusploing
De nombreuses bandes dessinées ont transposé le sploing à mesure que l’onomatopée audio-descriptive a pris une place importante dans la narration. Des swiiing, swwoing ou stwouip de facture plus moderne ont remplacé l’ancien sploing.

#### Hugo Pratt et le dilemme de la performativité linguistique des onomatopées
Hugo Pratt, l'auteur du célèbre Corto Maltese, a été influencé dans sa jeunesse par la lecture de bandes dessinées américaines. En dessinant ses propres histoires, il a préféré dans de nombreux cas utiliser les onomatopées utilisées en anglais, les estimant plus proches des sons auxquels ils font référence : notamment, « crack » a été choisi au lieu de « pan » pour figurer la détonation d'armes à feu.
Cela invite à une réflexion sur la formation d'onomatopées en langue française, dont la verbalisation est plus problématique que dans d'autres langues : « glou-glouter », « faire miaou » appartiennent à une zone « basse » du spectre linguistique. Cela se vérifie également dans le répertoire des verbes de cris d'animaux, dont l'efficacité étymologique (issue de racines latines) sacrifie, dans de nombreux cas, leur efficacité performative.

### Au Japon
Les onomatopées japonaises (en) peuvent servir à reproduire des sons, on parle alors de giongo (擬音語), mais peuvent aussi faire référence à un état physique ou émotionnel, on parle alors de gitaigo (擬態語). Il est parfois fait distinction entre giongo, alors limité aux bruits produits par des objets, et giseigo (擬声語), réservé aux interjections, sons émis par les êtres humains et les animaux. Toutes sont écrites en kana, et non en kanji.
La création d'onomatopées dans la littérature japonaise est une pratique à la fois riche et ancienne. On peut notamment citer l'apport de Kenji Miyazawa (1896-1933) dont les fables en présentent de nombreux et innovants exemples. Dans ce cas, il s'agit, selon son biographe Takaaki Yoshimoto, de « l'effort palpable du poète pour tenter d'extraire le noyau le plus profond de sa nature » ; Miyazawa lui-même estime que le « monde des onomatopées » est à la fois « comparable à celui de la première enfance où, encore incapable de parler correctement, l’enfant découpe en syllabes les mots qui ont un sens pour lui » mais aussi qu'il « a pour effet de personnifier aussi bien les phénomènes naturels, les êtres inanimés, les plantes, que les êtres vivants, microbes ou insectes, en insufflant un sens aux sons qu'ils produisent ou au mouvement qui les anime ». Dans son conte Les Jumeaux du ciel, écrit vers 1918, Miyazawa associe ainsi à une comète l'onomatopée « gi-gi-gi-fû » (「ギギギフー」, « gi-gi-gi-fū »), « gi-gi-fû » (「ギギフー」, « gi-gi-fū »), qui se veut à la fois une transcription de la langue parlée par la comète mais également celle de son mouvement et de son bruit.

## Liste non exhaustive d'onomatopées

### A
- Aaaaaah (cri d'effroi)
- Ah
- Aïe (expression de la douleur)
- Aoutch
- Areu (cris de bébé humain)
- Arf
- Argh (soupir, montrer une erreur)
- Argh ou Arghl (étranglement)
- Ark (expression du dégoût)
- Atchoum (éternuement)
- Avanamahé (Incitation beauceronne à manger de la nourriture)

### B
- Baff (bruit semblable à celui d'une gifle)
- Bang (tir de pistolet)
- Bababam (on tambourine à la porte)
- Badaboum (chute)
- Bam/Baoum/Bim/Bom/Boum/Braoum (explosion)
- Bê/Mê (bêlement de la chèvre ou du mouton)
- Berk/Beurk (dégoût)
- Beuh (étonnement ou dégoût)
- Bing (Interjection indiquant un bruit, un choc)
- Bip  (appareil électronique)
- Bla bla bla (bruit de papotement)
- Blam (claquement de porte)
- Blèctre[4] (cri du dodo)
- Bling/Blong (chute d'objets métalliques)
- Bof
- Boïng (bruit d'un rebond)
- Bouh (pour effrayer ou faire mine d'effrayer)
- Boum (explosion)
- Brr (bruit provenant de la bouche lorsque l'on a froid)
- Bruum (moteur du tracteur)
- Bunk (choc dû à un objet lourd et dur)
- Burp (éructation)
- Bwouf
- Bzzz (bourdonnement d'un insecte)

### C
- Chlac/Chtac (rupture du tendon d'Achille)
- Chtonc/Clac/Clang
- Chut/Chuuuut (invitation à se taire, plus ou moins longue ou péremptoire)
- Clac (claquement)
- Clap/Clap clap (claquement doux, tel que celui d'un applaudissement)
- Clic (bruit sec, généralement issu d'un mécanisme, par exemple d'une souris informatique)
- Coa (cri de la grenouille)
- Cocorico (cri du coq)
- Coin coin (cri du canard)
- Cot cot (cri de la poule)
- Coucou (cri du coucou ou sonnerie de la pendule à coucou)
- Couic (bruit du ciseau)
- Crac (craquement avec un ou plusieurs « a » selon la durée et l'intensité du bruit)
- Cri cri (cri du grillon)
- Cric
- Crii crii crii (cri plus strident de la cigale, par le crissement de ses élytres)
- Criiii (freinement)
- Cui cui (pépiement générique de l'oiseau)

### D
- Ding (cloche aigüe) et dong (cloche grave)
- Ding dong (cloches à deux tons)
- Doug doug doug (gros moteur diesel, comme celui d'un remorqueur)
- Drelin Drelin (sonnette d'immeuble ou sonnette de bicyclette)
- Dring (téléphone)
- Drrr (téléphone ou vibration)

### E
- Eho (interjection appellative ou admirative)
- Erf
- Eu in (exclamation ciblée[réf. souhaitée])
- Euh (marque l'hésitation)
- Eurk

### F
- Fiou (exprimer une sensation de soulagement, de satisfaction ou de détente après avoir accompli une tâche ou surmonté une difficulté)
- Flap flap (bruit d'ailes d'oiseau en vol ou d'un drapeau secoué par le vent)
- Flip (sert à exprimer la surprise, l'agacement ou l'incrédulité)
- Frou frou (froissement d'un tissu ou vêtement, brise légère qui remue les feuilles des arbres)
- Frout (pet vaginal)
- Froutch (bruissement ou frottement)
- Frsh (recherche d'un objet dans une poche)
- Fschhh/Fschuiii (son d'une fuite d'air ou d'un sifflement)
- Fshhh (sang qui gicle)
- Fuitiiiichh / Foutchit (coup de fouet)

### G
- Gaw (vibration de corde)
- Gla gla (exclamation suggérant la sensation de froid et le claquement des dents)
- Glou Glou (boire, se noyer)
- Gnagnagna (moquerie)
- Gnap (bruit des mâchoires qui se referment, morsure)
- Gné/Gniéy (marque l'incompréhension)
- Gniiiik (bruit de porte qui grince).
- Gouzi-gouzi (terme familier pour amuser un bébé)
- Groin groin ou Gruik gruik (cri du cochon)
- Gron (grognement plutôt doux)
- Grrr (grognement, avec d'autant plus de « r » qu'il est long et agressif)
- Grrrreumunf (grognement de contentement ou d'apaisement)
- Grumph (grognement)
- Guili guili (chatouillement)
- Gzzzt (électricité ou électrocution)

### H
- Ha ha (rire franc)
- Han (exclamation suggérant l'effort physique)
- Hé hé (rire plus discret ou pervers)
- Hein (interrogation)
- Hi hi (rire plutôt nerveux voire hystérique)
- Hiii (cri d'effroi, avec d'autant plus de « i » que le son est long, ou freinage)
- Hi han (cri de l'âne)
- Hips (bruit du hoquet ou de l'éructation d'une personne ivre)
- Hmm/Hum  (Interjection qui marque le doute, la réticence, l'impatience)
- Ho ho (rire)
- Hop (exclamation suggérant l'exécution d'un saut ou d'une manœuvre habile)
- Hou hou (loup, fantôme ou appel au loin)
- Houla (surprise ou ironie)
- Hu hu (rire gras)
- Huitisch (coup de fouet)
- Hummm (soupir de plaisir, avec d'autant plus de « m » que le plaisir est agréable)
- Humpf (exclamation suggérant l'étouffement ou un effort)

### K
- Kaboom (foudre ou explosion)
- Keuf (toux)
- Kheu kheu (toux)
- Klett (coup dans une bagarre)
- Klon/Klong/Klung (choc plutôt métallique)
- Kof kof (toux)
- Krash (écrasement d'un objet lourd et massif sur le sol, notamment d'avion)
- Krrr (crissement)
- Kss (cri du serpent ou incitation provocatrice)
- Kss, Kss, Kss  (stridulation des cigales)

### L
- La la la/Tra la la/La la lère/Tra la lère (chant)

### M
- Mhh/Meuh (mugissement de la vache) (cf. Boîte à meuh)
- Miam (invitation à manger, à se régaler)
- Miaou (miaulement du chat domestique)
- Mmm (exprime le désir ou le bonheur ou l'hésitation)
- Muu (mugissement du taureau)

### N
- Na na ni, na na na (bavardage)

### O
- Oh (bruit exprimant une émotion ou réaction)
- Ouaf (aboiement de chien)
- Ouah (surprise joyeuse)
- Ouf (soupir de soulagement)
- Ouille (cri de douleur)
- Ouin (cri de bébé)
- Oups (quand on se rend compte d'une maladresse, d'une gaffe)

### P
- Paf (coup, gifle)
- Pam
- Pang, pan, panw (coup de feu)
- Pataclop (bruit du cheval lorsqu'il court)
- Patati, patata (bavardage)
- Patatras (édifice, mobilier s'écroulant)
- Pfff (soupir de dédain, de fatigue, etc.)
- Pfou (soupir)
- Pif (coup, coup léger)
- Pin Pon (sirène des Sapeur-pompiers, ambulance ou police)
- Piou (soupir de soulagement)
- Piou Piou (activation d'alarme de voiture, ou cri du poussin)
- Plaf (corps qui s'étale au sol)
- Plic (goutte d'eau dans le lavabo)
- Plif (coup très léger)
- Ploc (goutte d'eau dans le lavabo)
- Plonk (bruit que fait un objet s'insérant dans un autre)
- Plop (bouchon qui saute)
- Plouf (chose qui tombe dans de l'eau assez profonde pour l'engloutir)
- Pof (petite explosion ou explosion étouffée)
- Pouah (expression de dégoût)
- Pouêt (klaxon de vélo)
- Pouf (petite explosion ou explosion étouffée)
- Prout (gaz)
- Pschitt (dégagement de gaz à travers un espace étroit ou effervescence)
- Pssshh (ballon qui se dégonfle)

### R
- Raaah  (râle de plaisir ou de mort)
- Ratatatata (mitraillette ou mitrailleuse)
- Roooo (râler)
- Roaaar (moteur ou rugissement)
- Ron ron (ronronnement du chat)
- Rrrr (ronflement)

### S
- Scratch (arrachement)
- Scritch (frottement)
- Slam (claquement de porte)
- Slash (plantage de lame)
- Smack (baiser)
- Snif (reniflement de tristesse)
- Splash (éclaboussement, écrasement)
- Splash/Splat/Splotch/Sploush (éclaboussure due à la pluie qui tombe, à un pied dans une flaque d'eau)
- Scrogneugneu (agacement, déception)
- Ssssss (sifflement du serpent)

### T
- Tada/Tadam (interjection utilisée pour dévoiler une grande surprise)
- Tadam tadam, ta-da-tamam ta-da-tamam (bruit de la course des roues d'un train sur les rails, selon Philippe Delerm)
- Tagada Tagada Tagada/Cataclop cataclop cataclop (bruit du cheval lorsqu'il court)
- Tagada tsoin-tsoin/Tsoin-tsoin (musique)
- Taratata (trompette)
- TaTacTaToum (bruit que l'on entend dans un train en mouvement)
- Tatatata (tirs d'armes à feu)
- Tchac (tranchage par couteau ou épée)
- Tchip (onomatopée exprimant l'exaspération et produite par un mouvement de succion des lèvres contre les dents parallèlement à un mouvement opposé de la langue)[5]
- Tchou tchou (locomotive à vapeur)
- Teuf-teuf (bruit saccadé du moteur des premières voitures automobiles)[6]
- Tic Tac (réveil, mécanisme de minuterie)
- Toc toc toc ( frapper à la porte) et Boum Boum Boum (frapper fortement à la porte)
- Tuuut (klaxon ou sonnerie de téléphone)
- Tss

### V
- Vroaaar/Vrooooo (vrombissement)
- Vlam/Vlan (claquement de porte, coup asséné)
- Vrouf (s'enfoncer dans un sol meuble, dans des plantes ou de la broussaille)
- Vroum (moteur de voiture) (sur le Wiktionnaire)

### W
- Waf - Wouaf - Wouf (aboiement)
- Waouh (Admiration, étonnement)
- Wham (explosion, de gaz par exemple)

### Y
- Yahou
- Yep
- Youpi
- Youyou

### Z
- Zdoïng - Zgrunt - Zzzt (courant électrique)
- Zip (fermeture à glissière)
- Zzz (ronflement ; bourdonnement d'abeille, de moustique, de mouche et de nombreux insectes)

## Variations linguistiques
Bien que tout le monde entende exactement les mêmes bruits[réf. nécessaire] , la transcription phonétique des onomatopées varie selon les langues.
À titre d'exemple, voici une liste montrant l'imitation du cri du coq dans de nombreuses langues différentes.
- albanais : kiki ri ki
- allemand : kikeriki
- arménien : ծու ֊ղրու ֊ղու (tsu-ġru-ġu)
- anglais : cock-a-doodle-do
- arabe : كوكوكعو (kwkwkʿw)
- biélorusse : кукарэку (koukarèkou)
- bulgare : кукурику (koukourikou)
- chinois mandarin : 咕咕咕 (ger ger ger)
- coréen : 코키요 코코 (kokiyo koko)
- croate : kukuriku
- danois : kykliky
- espagnol : quiquiriquí
- espéranto : kokeriko
- estonien : kikerikii
- finnois : kukko kiekuu
- français : cocorico
- grec : κικιρίκου (kikiríku)
- hébreu : קוקוריקו (kukuriku)
- hindî : कुक्रूकु (kukrūku)
- hongrois : kukurikú, kukorikú
- indonésien : kukuruyuk
- islandais : gaggalagó
- italien : chicchirichì
- japonais : コケコッコ (kokekokko)
- latin : coco coco
- macédonien : кукурику (koukourikou)
- malgache : kakaka kô
- néerlandais : kukeleku
- norvégien : kykeliky
- polonais : kukuryku
- portugais : cocorocó (Portugal), cócórócócóóóó (Brésil)
- roumain : cucurigu
- russe : кукареку (koukarekou)
- sanskrit : काक (kāka)
- serbe : кукурику (koukourikou)
- slovaque : kykyryký
- slovène : kukuriku
- suédois : kuckeliku
- tagalog : tik-ti-la-ok/kukaok
- tchèque : kykyryký
- thaï : เ ี เก  เก  โุ  ะกเ  เ  ะกเ ากเ (e ï ek ek ou ake-e-ake-ake)
- turc : ü-ü-rü-ü
- ukrainien : кукуріку (koukourikou)
- vietnamien : o` o'  o ... o ...

On peut expliquer cela par les variations phonologiques de chaque langue.